# Потемніння до краю

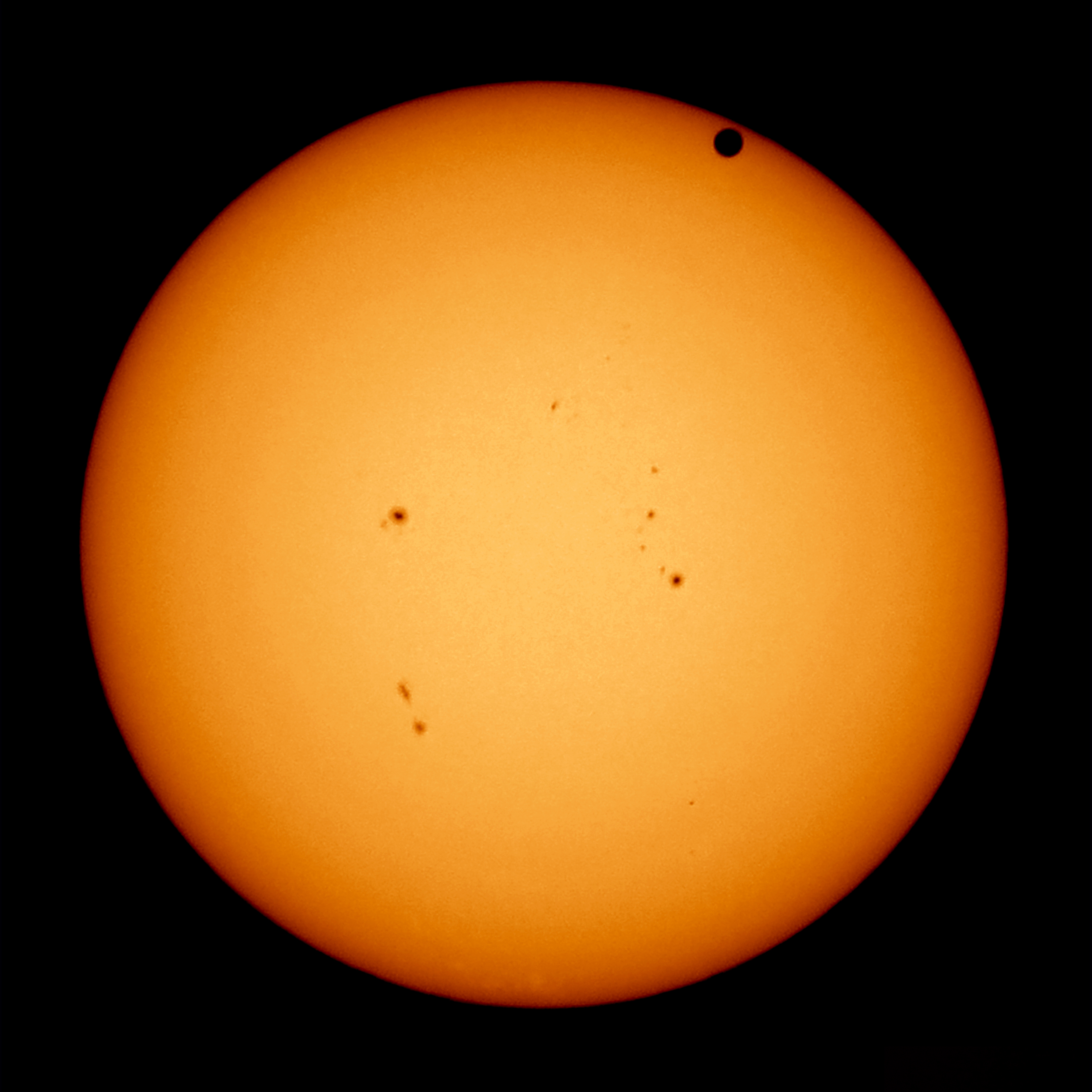
Отримане із застосуванням сонячного фільтра зображення Сонця у видимому діапазоні спектра, що показує зменшення яскравості до краю диска. Зображення було отримано протягом проходження Венери диском Сонця в 2012 році

Потемніння диска до краю — оптичний ефект, в якому центр диска Сонця або іншої зорі видається яскравішим, ніж край диска. Причина ефекту полягає в тому, що, дивлячись на центр Сонця, ми дивимось по нормалі до його атмосфери і таким чином бачимо глибші, гарячіші його шари, ніж коли дивимось по дотичній на краю диска.

## Основи теорії

Спрощена схема ефекту потемніння до краю диска. Зовнішня границя — радіус, у якому випромінювані фотони не відчувають поглинання. L — відстань, оптична товщина якої дорівнює одиниці. Фотони випромінювання високої температури, випущені в точці A, відчувають таке ж поглинання, як і фотони, випромінювані в точці B. Наведена тут схема зображена не в масштабі, оскільки, наприклад, для Сонця L становить кілька сотень кілометрів, а радіус Сонця близько 700 тис. км.

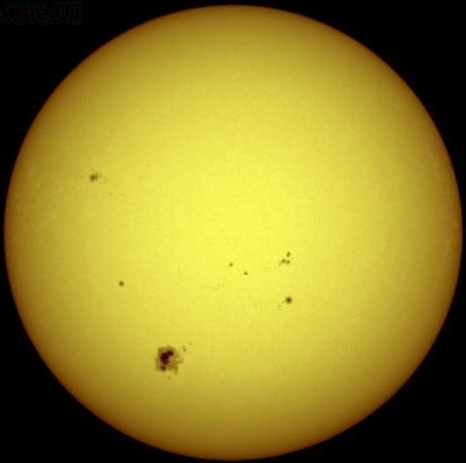
Потемніння до краю та сонячні плями. Пляма, що знаходиться в нижньому лівому кутку приблизно в 5 разів більше планети Землі. Сонце зняте у червні 1992 року.

Спостережуване випромінювання зорі можна наближено уявити сумою випромінювання вздовж променя зору до точки, в якій оптична товщина стає рівною одиниці. При спостереженні краю зорі спостерігач бачить менш глибокі шари зорі порівняно зі спостереженням центру диска, оскільки у першому випадку промінь зору проходить через шари газу під великим кутом до нормалі. Іншими словами, відстань від центру зорі до шару, що має одиничну оптичну товщину, збільшується при зміщенні променя зору центру диска до краю.
Ефективна температура у атмосфері зорі зазвичай знижується зі збільшенням відстані від центру зорі. А зі зменшенням температури зменшується інтенсивність випромінювання. (Наприклад, у наближення зорі абсолютно чорним тілом сумарна інтенсивність дається законом Стефана — Больцмана і пропорційна четвертому степеню температури). Оскільки в центральній області диска випромінювання приходить від глибшого шару зорі, то у нього більша температура, а значить і інтенсивність.
Насправді температура у зоряних атмосферах не завжди монотонно зменшується зі збільшенням відстані від центру: за межами нижніх шарів атмосфери Сонця над областю мінімальної температури Сонця розташована сонячна корона, що має температуру близько 10 6 K. Для більшості довжин хвиль дана область є оптично тонкою (має малу оптичну товщину) і не впливає на потемніння до краю. Однак у деяких спектральних лініях, а також для далекого інфрачервоного та радіовипромінювання, одинична оптична товщина досягається в області збільшення температури з висотою. У цьому випадку спостерігач бачить ефект збільшення яскравості до краю диска.

## Обчислення потемніння диска

Геометричний аспект потемніння диска. Точка O позначає центр зорі, радіус зорі дорівнює R. Спостерігач знаходиться у точці P на відстані r від центру зорі. Проводиться спостереження точки S на поверхні зорі. З точки зору спостерігача, точка S віддалена на кут θ від лінії, проведеної від спостерігача до центру зорі. Кут між напрямками від спостерігача до центру зорі та до лімбу дорівнює Ω. Кут між нормаллю до поверхні зорі в точці S і напрямком від точки S до спостерігача дорівнює ψ.

На представленому правому малюнку спостерігач перебуває у точці P поза атмосфери зорі. Інтенсивність випромінювання, що спостерігається в напрямку θ є функцією кута ψ. Інтенсивність можна представити у вигляді полінома за ступенями cos ψ:
{\displaystyle {\frac {I(\psi )}{I(0)}}=\sum _{k=0}^{N}a_{k}\cos ^{k}\psi ,}
де I (ψ) — інтенсивність, що спостерігається в точці P вздовж променя зору, що утворює кут ψ з радіус-вектором з центру зорі, а I (0) — інтенсивність від центра диска. Оскільки відношення дорівнює одиниці при ψ = 0, то
{\displaystyle \sum _{k=0}^{N}a_{k}=1.}
У разі випромінювання Сонця на довжині хвилі 550 нм ефект потемніння до краю можна апроксимувати за N = 2:
{\displaystyle a_{0}=1-a_{1}-a_{2}=0.3,}
{\displaystyle a_{1}=0.93,}
{\displaystyle a_{2}=-0.23}
(Див. Cox, 2000). Часто рівняння потемніння диска записують у вигляді
{\displaystyle {\frac {I(\psi )}{I(0)}}=1+\sum _{k=1}^{N}A_{k}(1-\cos \psi )^{k},}
Ця формула містить N незалежних змінних. Можна вказати зв'язок між коефіцієнтами ak і Ak. Наприклад, для N = 2:
{\displaystyle A_{1}=-(a_{1}+2*a_{2}),}
{\displaystyle A_{2}=a_{2}.}
Тоді для випромінювання Сонця з довжиною хвилі 550 нм
{\displaystyle A_{1}=-0.47,}
{\displaystyle A_{2}=-0.23.}
У цій моделі інтенсивність випромінювання краю диска Сонця становить 30 % інтенсивності у центрі диска.
Отримані формули можна переписати в термінах кута за допомогою заміни
{\displaystyle \cos \psi ={\frac {\sqrt {\cos ^{2}\theta -\cos ^{2}\Omega }}{\sin \Omega }}={\sqrt {1-\left({\frac {\sin \theta }{\sin \Omega }}\right)^{2}}},}
де Ω — кутова відстань між центром диска та лімбом. Для малих кутів θ маємо
{\displaystyle \cos \psi \approx {\sqrt {1-\left({\frac {\theta }{\sin \Omega }}\right)^{2}}}.}
Розглянуте вище наближення можна використовувати для виведення аналітичного виразу для відношення середньої інтенсивності до центральної. Середня інтенсивність I m являє собою інтеграл інтенсивності диска зорі, поділений на тілесний кут, зайнятий диском:
{\displaystyle I_{m}={\frac {\int I(\psi )\,d\omega }{\int d\omega }},}
де dω = sin θ dθ dφ є елементом тілесного кута, змінні інтегрування лежать у межах: 0 ≤ φ ≤ 2π та 0 ≤ θ ≤ Ω. Інтеграл можна переписати у вигляді
{\displaystyle I_{m}={\frac {\int _{\cos \Omega }^{1}I(\psi )\,d\cos \theta }{\int _{\cos \Omega }^{1}d\cos \theta }}={\frac {\int _{\cos \Omega }^{1}I(\psi )\,d\cos \theta }{1-\cos \Omega }}.}
Це рівняння можна розв'язувати аналітично, але це дуже складно. Однак, для віддаленого на нескінченну відстань спостерігача {\displaystyle d\cos \theta } можна замінити на {\displaystyle \sin ^{2}\Omega \cos \psi \,d\cos \psi }, в результаті
{\displaystyle I_{m}={\frac {\int _{0}^{1}I(\psi )\cos \psi \,d\cos \psi }{\int _{0}^{1}\cos \psi \,d\cos \psi }}=2\int _{0}^{1}I(\psi )\cos \psi \,d\cos \psi ,}
{\displaystyle {\frac {I_{m}}{I(0)}}=2\sum _{k=0}^{N}{\frac {a_{k}}{k+2}}.}
Для випромінювання Сонця на довжині хвилі 550 нм середня інтенсивність дорівнює 80,5 % від центральної інтенсивності.